# 脳神経外科学
脳神経外科学（のうしんけいげかがく、英語: neurosurgery）は、脳、脊髄、末梢神経、脊椎、脳血管系などの障害に関して外科的治療をおこなう臨床医学の1分野。内科的治療は概ね神経内科学が担う。
近年は診療科として脳神経内科（旧名称：神経内科）と脳神経外科が共に脳神経センターや脳卒中センターを設置している施設もある。また、診療科目の通称名としては「脳外科」（のうげか）とも呼ばれることがある。

## 歴史
フランスやペルーなどの新石器時代の遺跡から、穿頭術が施されて治癒過程にある頭蓋骨が発掘されているため、脳神経外科学はこの頃に萌芽があると考えられている。紀元前17世紀の書物エドウィン・スミス・パピルスには頭部や脊柱の外傷についての記述があり、これが脳神経外科学における最古の論文と言われている。書物に書かれた穿頭術の最古の記録はヒポクラテスによるものである。開頭術は紀元前後にインドや中国大陸で行われたと言われているが、近代医学においては麻酔法や消毒法が発達した19世紀末の1889年にWilhelm Wagnerが創始したとされる。この頃に様々な脳神経外科分野の手術が行われたが、結果はあまり良くなかった。
20世紀前半にアメリカ合衆国のハーヴェイ・ウィリアムス・クッシングとWalter E. Dandyにより、脳神経外科学は大きく発展した。クッシングは脳腫瘍手術の術式の開発を行い、また、止血用のクリップや電気凝固の創案に携わった。一方のDandyは、当時としては画期的な空気脳室撮影や気脳撮影という補助診断法を開発し、また、脳の深部にある腫瘍の手術や脳動脈瘤のクリッピング法などを発達させた。1967年には、スイスのヤシャルギルにより脳神経外科手術に顕微鏡が導入された。
診断技術としては、1927年にエガス・モニスによって創始された血管造影法が、1953年にSeldingerによって選択的血管造影法として改良されて脳血管疾患の診断が飛躍的に進歩し、また、腫瘍を栄養する血管の描出により脳腫瘍の診断も進歩した。1971年にはCTスキャンが開発され、脳の断面の診断が可能になった。
日本においては、戦前には一般外科医が散発的に脳神経外科分野の手術を行っていた。戦後、日本でも抗生物質が普及し、日本人の死因1位が感染症から1951年（昭和26年）には脳卒中となり（1980年まで）、脳神経外科分野の需要が増加した。また、高度経済成長期にモータリゼーションが浸透し、交通戦争と呼ばれるほどの交通事故が発生して外傷性の脳神経外科疾患が増加した。このような患者の増加の背景もあって、1965年（昭和40年）6月に医療法第70条に「脳神経外科」が診療科名として加えられ、日本でも脳神経外科学が発達していった。最近では、血管内治療や放射線治療等、脳神経全体に関する治療分野へと発展している。

## 疾患
脳神経外科学領域で扱う主な疾患は以下の通り。

### 脳血管障害
脳動脈瘤（破裂（＝くも膜下出血）・未破裂）、脳動静脈奇形、もやもや病、海綿状血管腫、頸動脈海綿静脈洞瘻、静脈性血管腫、硬膜動静脈瘻、脳内出血、脳梗塞、一過性脳虚血発作など。

### 腫瘍
脳腫瘍は脳血管系と2分する脳神経外科領域の花形たる領域。

### 外傷
頭部外傷・頭蓋骨骨折・脳挫傷・びまん性軸索損傷・外傷性くも膜下出血・急性硬膜外血腫・急性硬膜下血腫・慢性硬膜下血腫等救急医療分野における緊急手術を必要とする領域

### 小児・先天奇形
水頭症・二分脊椎・脳瘤・髄膜瘤・キアリ奇形・頭蓋早期癒合症・クモ膜嚢胞・頭蓋頸椎移行部骨形成異常

### 脊椎・脊髄疾患
腰椎椎間板ヘルニア・腰部脊柱管狭窄症・腰椎分離症・腰椎すべり症・黄色靭帯骨化症・黄色靭帯石灰化症・頸椎症・頸椎椎間板ヘルニア・後縦靭帯骨化症・脊髄腫瘍・脊髄外傷・脊髄血管奇形・脊髄梗塞など。

### 末梢神経疾患
手根管症候群・胸郭出口症候群・足根管症候群など。

### 機能的脳神経外科
パーキンソン病に対する定位脳手術、頑痛症に対する治療、痙縮に対するバクロフェンポンプ注入法、てんかん外科、顔面痙攣、三叉神経痛など

## 手術
脳神経外科分野で行われる主な術式は以下の通り。

### 基本手術
- 穿頭術
- 開頭術
- 鍵穴手術
- 血腫除去術：脳卒中・急性硬膜外血腫・急性硬膜下血腫・慢性硬膜下血腫・クモ膜下出血・脳出血
- 脳室心房短絡術（V-A shunt術）：水頭症
- 脳室腹腔短絡術（V-P shunt術）：水頭症

### 脳血管領域
- 脳動静脈奇形摘出術：脳動静脈奇形
- 脳動静脈奇形コイル塞栓術：脳動脈瘤
- 脳動脈瘤クリッピング術：脳動脈瘤
- 脳動脈瘤コイル塞栓術：脳動脈瘤
- 浅側頭動脈-中大脳動脈吻合術（EDAS：STA-MCA bypass）：もやもや病
- 頚動脈ステント術：内頚動脈狭窄症・脳梗塞
- 頚動脈内膜剥離術：内頚動脈狭窄症・脳梗塞

### 脳腫瘍領域
- 経蝶形骨洞下垂体腺腫摘出術（Hardy手術）：下垂体腫瘍

### その他
- 定位脳手術：パーキンソン病
- ガンマナイフ：脳腫瘍・脳動静脈奇形